# Кунаворе, Малели
Малели Кунаворе (фидж. Maleli Kunavore; 13 ноября 1983, Сигатока — 15 ноября 2012, Сува) — фиджийский регбист, выступавший на позициях центра, винга и фулбэка.

## Игровая карьера

### Клубная
Учился в окружной школе Ноконоко, где занимался упрощённой версией регби. В 2001—2004 годах учился в мусульманской академии Нади (англ. Nadi Muslim Academy), в 2004 году в составе сборной Фиджи до 21 года участвовал в отборочном турнире к чемпионату мира. В 2005 году дебютировал за команду «Стэллионз» в Колониальном кубке, сыграв 5 матчей, занеся попытку, пробив 4 реализации и 2 штрафных (итого 19 очков). С командой провинции Нандронга дошёл до финала Кубка Фиджи в 2005 году.
С 2005 по 2010 годы выступал за команду «Тулуза» в чемпионате Франции, отыграв пять сезонов за клуб: в 2006 году дошёл до финала чемпионата Франции. В 2008 году выиграл свой единственный титул чемпиона Франции, одержав в финале победу над клубом «Клермон Овернь», а с командой в том же году дошёл до финала Кубка Хейнекен, проиграв «Манстеру». В финале чемпионата Франции 2008 года именно гол Кунаворе со штрафного принёс победу «Тулузе». В 2010 году Кунаворе получил две тяжёлые травмы левой руки и завершил карьеру: позже ему пришлось перенести ещё и операцию на сердце.

### В сборной
За сборную Фиджи он сыграл 7 официальных матчей и ещё 2 неофициальных. Он занёс две попытки, набрав 10 очков. На игрока внимание обратил тренер фиджийской сборной Уэйн Пивак по итогам Колониального кубка, взяв его в итоге на розыгрыш Кубка тихоокеанских наций 2006 года. Дебютный матч Малели матч состоялся 30 июля 2005 года в Суве против сборной Самоа. В той игре он занёс свою первую попытку и принёс команде победу 21:15.
Кунаворе сыграл в том же году 19 ноября матч против Португалии в Лиссабоне и 26 ноября против Италии в Монце. 17 июня 2006 года провёл встречу против итальянцев в Лаутоке, 1 июля — против японцев в Осаке. Матч против японцев ознаменовался дракой после финального свистка, по итогам которой Фиджийский регбийный союз до конца года дисквалифицировал Кунаворе.
В ноябре 2005 года сыграл один матч за французскую сборную «Барбарианс Франсез» против второй сборной Австралии в Бордо (поражение 12:42), в марте 2009 года сыграл за сборную легионеров Франции (тренер — Верн Коттер) против «Барбарианс Франсез» в Тулузе (победа 33:26).
16 и 23 сентября 2007 года он провёл единственные два своих матча на чемпионате мира во Франции: против Канады в Кардиффе и против Австралии в Монпелье. Матч против австралийцев стал последним в сборной для Кунаворе. Фиджийцы на том турнире вышли в четвертьфинал.

## Личная жизнь
Кунаворе был женат. Он состоял в родстве с такими игроками сборной Фиджи, как Эпи Кунаворе и Ифереими Таваке; также среди его родственников были Насони Кунаворе (двоюродный брат, игрок «Альби»), Саилоси Рабонангика (игрок сборной по «семёрке» и Наполиони Налага (игрок «Клермона»). Своим хобби называл обычный отдых.
15 ноября 2012 года Кунаворе умер в Суве, не перенеся осложнений после очередной операции на сердце. 3 декабря 2012 года матч «Тулузы» и «Клермона» в Топ-14 начался с минуты аплодисментов болельщиков под кадры выступления Малели на экране стадиона; игроки «Тулузы» надели траурные нарукавные повязки перед игрой.

## Стиль игры
Кунаворе имел следующие антропометрические данные: рост 184 см, вес 106 кг. По словам директора по вопросам тренеров Фиджийского регбийного союза Франка Буавера, выбор «Тулузой» Кунаворе в качестве центра был оптимальным: он обладал возможностью выдерживать серьёзный захват и мог дождаться помощи капитана Тьерри Дюсатуа во время борьбы. Его оффлоды внутри защиты, по словам Буавера, были сопоставимы с теми, которые делал Сонни Билл Уильямс. Также у Кунаворе был хороший удар.